# Kaapse langsnavelleeuwerik
De Kaapse langsnavelleeuwerik (Certhilauda curvirostris) is een zangvogel uit de familie Alaudidae (leeuweriken).

## Verspreiding en leefgebied
Deze soort komt voor in de kustgebieden van Zuid-Afrika en Namibië en telt twee ondersoorten:
- C. c. falcirostris: van zuidwestelijk Namibië tot westelijk Zuid-Afrika.
- C. c. curvirostris: zuidwestelijk Zuid-Afrika.

## Status
De grootte van de populatie is niet gekwantificeerd maar de soort wordt omschreven als plaatselijk algemeen. Op de Rode lijst van de IUCN heeft deze soort de status niet bedreigd.